# Amerika (Rammstein)
Amerika è un singolo del gruppo musicale tedesco Rammstein, pubblicato il 13 settembre 2004 come secondo estratto dal quarto album in studio Reise, Reise.

## Descrizione
Il ritornello del brano, cantato in lingua inglese, è una satira sulla globalizzazione e del dominio degli Stati Uniti d'America sul mondo. Il gruppo, e in particolar modo il frontman Till Lindemann, elogiano sarcasticamente gli statunitensi, ma poi affermano «this is not a love song, I don't sing my mother tongue» ovvero «questa non è una canzone d'amore, io non canto nella mia lingua madre».

## Video musicale
Il video mostra i componenti del gruppo vestiti da astronauti, come parodia dello sbarco sulla Luna del 1969. Nel video sono fatti riferimenti alla globalizzazione, come al giapponese vestito da "americanizzato", e a Babbo Natale che offre Coca-Cola a dei bambini africani. La parte finale del video ipotizza che lo sbarco sulla luna sia stato una finzione. Il cantante Till Lindemann indossa una tuta spaziale con impresso il nome Armstrong, una chiara citazione all'astronauta Neil Armstrong.

## Tracce
CD (Australia)
1. Amerika – 3:41
2. Amerika (Digital Hardcore Mix by Alec Empire) – 3:52
3. Amerika (Western-Remix by Olsen Involtini) – 3:15
4. Amerika (Andy Panthen & Mat Diaz's Clubmix) – 4:09
5. Mein Herz brennt Orchesterlied V – 5:36

CD (Germania)
1. Amerika – 3:41
2. Amerika (Digital Hardcore Mix by Alec Empire) – 3:52

CD (Regno Unito)
1. Amerika – 3:48
2. Amerika (Digital Hardcore Mix by Alec Empire) – 3:49
3. Mein Herz brennt – 4:39
4. Ich will Orchesterlied VII – 5:34

CD maxi (Francia, Germania)
1. Amerika – 3:41
2. Amerika (English Version) – 3:42
3. Amerika (Digital Hardcore Mix by Alec Empire) – 3:52
4. Amerika (Western-Remix by Olsen Involtini) – 3:15
5. Amerika (Andy Panthen & Mat Diaz's Clubmix) – 4:09
6. Amerika (Electro Ghetto Remix by Bushido & Ilan) – 4:33
7. Amerika (Jam & Spoon So Kann's Gehen Mix) – 7:47
8. Mein Herz brennt Orchesterlied V – 5:36

7 (Regno Unito)
- Lato A

1. Amerika – 3:48

- Lato B

1. Wilder Wein – 5:42

DVD (Regno Unito)
1. Amerika (Video) – 4:12
2. Making of the Amerika Video – 12:00
3. Amerika (Album Version) (Audio) – 3:48

## Formazione
Gruppo
- Christoph Doom Schneider – batteria
- Doktor Christian Lorenz – tastiera
- Till Lindemann – voce
- Paul Landers – chitarra
- Richard Z. Kruspe-Bernstein – chitarra
- Oliver Riedel – basso

Altri musicisti
- Sven Helbig – arrangiamento del coro
- Dresdner Kammerchoir – coro
- Andreas Pabst – direzione del coro
- Kinderchor Canzonetta – coro aggiuntivo

Produzione
- Jacob Hellner – produzione
- Rammstein – produzione
- Ulf Kruckenberg – ingegneria del suono
- Florian Ammon – programmazione Logic e Pro Tools
- Stefan Glaumann – missaggio
- Howie Weinberg – mastering
- Michael Schubert – ingegneria coro